# Manoir de Kervéno
 (octobre 2024).
La mise en forme du texte ne suit pas les recommandations de Wikipédia : il faut le « wikifier ».
Les points d'amélioration suivants sont les cas les plus fréquents. Le détail des points à revoir est peut-être précisé sur la page de discussion.
- Les titres sont pré-formatés par le logiciel. Ils ne sont ni en capitales, ni en gras.
- Le texte ne doit pas être écrit en capitales (les noms de famille non plus), ni en gras, ni en italique, ni en « petit »…
- Le gras n'est utilisé que pour surligner le titre de l'article dans l'introduction, une seule fois.
- L'italique est rarement utilisé : mots en langue étrangère, titres d'œuvres, noms de bateaux, etc.
- Les citations ne sont pas en italique mais en corps de texte normal. Elles sont entourées par des guillemets français : « et ».
- Les listes à puces sont à éviter, des paragraphes rédigés étant largement préférés. Les tableaux sont à réserver à la présentation de données structurées (résultats, etc.).
- Les appels de note de bas de page (petits chiffres en exposant, introduits par l'outil «  Source ») sont à placer entre la fin de phrase et le point final[comme ça].
- Les liens internes (vers d'autres articles de Wikipédia) sont à choisir avec parcimonie. Créez des liens vers des articles approfondissant le sujet. Les termes génériques sans rapport avec le sujet sont à éviter, ainsi que les répétitions de liens vers un même terme.
- Les liens externes sont à placer uniquement dans une section « Liens externes », à la fin de l'article. Ces liens sont à choisir avec parcimonie suivant les règles définies. Si un lien sert de source à l'article, son insertion dans le texte est à faire par les notes de bas de page.
- La présentation des références doit suivre les conventions bibliographiques. Il est recommandé d'utiliser les modèles {{Ouvrage}}, {{Chapitre}}, {{Article}}, {{Lien web}} et/ou {{Bibliographie}}. Le mode d'édition visuel peut mettre en forme automatiquement les références.
- Insérer une infobox (cadre d'informations à droite) n'est pas obligatoire pour parachever la mise en page.

Pour une aide détaillée, merci de consulter Aide:Wikification.
Si vous pensez que ces points ont été résolus, vous pouvez retirer ce bandeau et améliorer la mise en forme d'un autre article.
Cet article possède des paronymes, voir Manoir de Kerveno et Manoir de Kervero.
Le manoir de Kervéno est un édifice situé à Languidic, en France.

## Situation
Le manoir est situé sur le territoire de la commune de Languidic, au lieu-dit Kervéno, dans le département du Morbihan, en région Bretagne. Il est situé dans une impasse privée et le manoir est privé.

## Description
Un premier manoir est édifié au XVIIe siècle. L'édifice, à un étage carré, est construit en granite, et comporte une toiture à longs pans recouverte d'ardoises. Il a malheureusement souffert de la tempête de 1987.
Le second manoir, sur étage avec couloir, est construit à proximité dans les années 1780 par la famille de Lantivy de Kerveno. Il est au centre d'un ensemble de bâtiments visible sur le cadastre Napoléon de 1850 composant le village de Kervéno avec son pressoir, ses métairies et ses fermes. Le manoir comportait une chapelle.
La propriété est entourée de terre et de bois proche de la RN24.
Les métairies d'en haut et d'en bas de Kervéno ainsi que le moulin n'existent plus aujourd'hui.

## Histoire
Selon le rapport de présentation du PLU de Languidic, la première date retenu serait 1440 : « Le château de Kerveno ou Kervenaux (1440 - XVIIe siècle), propriété de la famille Lantivy, puis de la famille Angier de Lohéac, possédait autrefois une chapelle privée. »
La propriété fut acquise au XVIIe siècle siècle par la famille de Lantivy avec la branche dit de Kerveno qui a pu construire successivement les deux bâtiments, le premier en 1657 (ancien toujours visible) et l'autre en 1780 (actuel).
Fief-seigneurerie et manoir noble en la paroisse de Languidic; entré dans la maison de Lantivy par le mariage, après 1335, de Pierre de Lantivy avec Adelice ou Adélaïde de BAUD. Raoul de L., son fils en rendit aveu en 1398 à l'abesse de Notre Dame de la Joye. Kervéno a donné son nom à une branche des Lantivy, qui posséda cette seigneurie jusqu'à la Révolution.(voir ci-dessus p.24 et 27)
"Le rolle et rentier de la terre et sgrie de Kerveno", appartenant à messire Louis de LantivyA, sgr du Croscoff, fils de feu Louis de L. et Andrée de CALLAC, mis entre les mains d'escuyer Jean de CALLAC, sr de Buhet, priseur noble pour en faire le grand et évaluation, comprend: La maison principale dud. lieu de Kerveno, couverte d'ardoise, ayant sur le devant et frontispice une porte et fenêtres, dont deux grillées, et une tourelle sur le derrière; une étable couverte d'ardoises en appentis au bout vers le soleil levant dud. corps de logis; un autre logis dans l'enclos de la cour, servant de boullange¬rie et estable au bestial; à l'entrée de la cour dud. logis une grande porte carrossière de taille garnie de son huisse¬rye; un four et un puis en lad. cour; le jardin au levant dud. manoir; les pré, bois, rabinnes et pourpris dud. manoir; la métairie noble de Kerveno tenue par Jacques ROLLAND pour en payer la tierce gerbe de tous grains y croissants; une autre métairie que tient aux mêmes conditions Guillaume HERVE, et divers domaines aux villages de Kerveno, Le Meignan, Lesorgun, Kerbléhan, Saint-Péan, Locrist, Quillien en Languidic, dont le moulin de Kerveno, etc.." (Papier orig. du XVIIe siècle faisant partie des archives des Lantivy-Kerveno possédées par M. de Raismes, ancien sénateur du Finistère.)
L'inventaire après décès de René de Lantivy, seigneur de Kervéno, dressé les 14 et 15 juin 1683, par Jacques Cornic, greffier de la juridiction de l'abbaye de Notre-Dame de la Joie, contient les détails suivants sur l'ameublement du château de Kervéno : "Dans la salle basse, une tapisserie de verdure haute lissée prisée 350 livres; une douzaine de chaises appelées perroques, six tabourets, un lit de repos, un tapis de point à la Chine avec leur garniture de point à la Chine; un grand mirouer dont la bordure est toute de glaces, prisé 100 liv.; une grande table de rapport; un chandelier d'attache de cuivre; en la chambre au dessus de la salle, une tapisserie de haute lisse à personnages, prisée 600 liv.; une douzaine de chaises-fauteuils en broderie, et une petite table avec ses guéridons, etc...; en la chambre basse, une tapisserie de Bergame; quatre petits tableaux sur bois; un lit avec sa garniture de drap gris; un autre avec sa garniture rouge; un mirouer à carré; une grande armoire; un coffre en armoire; un cabinet, etc...; dans la chambre des demoyselles...; dans celle des ser¬vantes...; dans celle des vallets...; dans l'écurie, deux juments de carosse, un chaval noir, un bidet blanc, une petite jument, un poulain, un petit boeuf...; dans la lingerie, une grande quantité de linge et surtout de linceuils (draps) de lin et de chanvre...; six fusils, deux paires de pistolets, un mousqueton, un carosse estimé 200 liv.; un diamant prisé 200 liv.. Argenterie: quatre flambeaux d'argent, une esgaire (aiguière), un sucrier, une paire de mouchettes, deux petites sallières, une douzaine de cuillères, une douzaine de fourchettes, le tout pesant 23 marcs et 1/2, prisés, à raison de 8 liv. le marc, en tout 658 liv.; six douzaines d'assiettes d'estain, douze mazarines, quatre grands plats, etc..." (Ibid. Papier orig. de 25 feuillets.)
Les grands biens de feu Claude-René de Lantivy, sgr de Kervéno, dressé le 22 juillet 1744, mentionne le manoir de Kerveno avec le pourpris, consistant en la maison principale, cour, chapelle et colombier, les métairies d'en haut et d'en bas de Kervéno, le moulin, et des tenues aux villages de Saint Nicolas, Kerfalhun, Berloch, Mainguen, Saint Jean, Ganguis, Lesorgu, Kermiltrer, Quillian, Kerblehan en la paroisse de Languidic; aux villages de Kerherne, paroisse de Quistinic; de Locrist, par. de Saint Gilles; de Kerbras, par. de Camors; de Rosquenic et du Cosqueric, par. de Remungol; de Locmaria, par. de Plumelin; de Branquet de Kersabel et de Roscouet, par. de Baud; la métairie noble de Kervignan et celle de Penhouet, par. de Quistinic; la maison seigneuriale et métairie noble de Trémaudan, en la paroisse de Combourg, etc...(Ibid.)
La famille de Lantivy Gillot vendit le domaine le 13 mai 1871 à la famille LAMY (bureau des hypothèques de Lorient, Volume 319 numéro 29). Le fils, Ernest Lamy, docteur en droit, député puis sénateur du Morbihan l'utilisa comme résidence secondaire jusqu'en 1927. Il avait une automobile.
Durant les années 1920 de nombreux évolutions eurent lieu comme la construction de commun en lieu et place de l'ancienne chapelle au nord du bâtiment, une nouvelle chapelle dédiée à saint Joseph Artisan, la suppression du bâtiment bois à l'est au profit de la création de jardin en terrasses avec poulailler, un jardin à la française ornée de buis avec des édifices, la création d'un étang, la construction d'un garage automobile en 1911. Deux maisons furent reconstruites à proximité de l'entrée principale.
Dans les années 1930, un orphelinat d'accueil de Hennebont fut envisagé à la demande de la commune de Languidic et des religieuses de Locminé.
Le domaine de Kervéno fut acquis en 1937 par la Famille ANGIER de LOHÉAC à la suite d'une mise en vente par adjudication volontaire par maître COUGNARD Notaire à Languidic.
En 1945, une autorisation de construire une maison a été faite pour la ferme de KERIZALLAN pour la veuve Galliot.
Le programme de remembrement du parcellaire agricole sur la commune de Languidic Feuille 1854 W 78/22 - Section VB. 1971 coupa les différents accès rendant la propriété en impasse privée. L'accès des deux moulins de Kervéno et Languidic se fait par le village de Kerroussin et la route de Kerizallan etant fermée. Le chemin d'accès devient chemin rural en 1971.
De 1958 à 1992, le domaine était une exploitation agricole.
Il est inscrit à l'inventaire général du patrimoine culturel en 1986.